# Christine von Bukovics

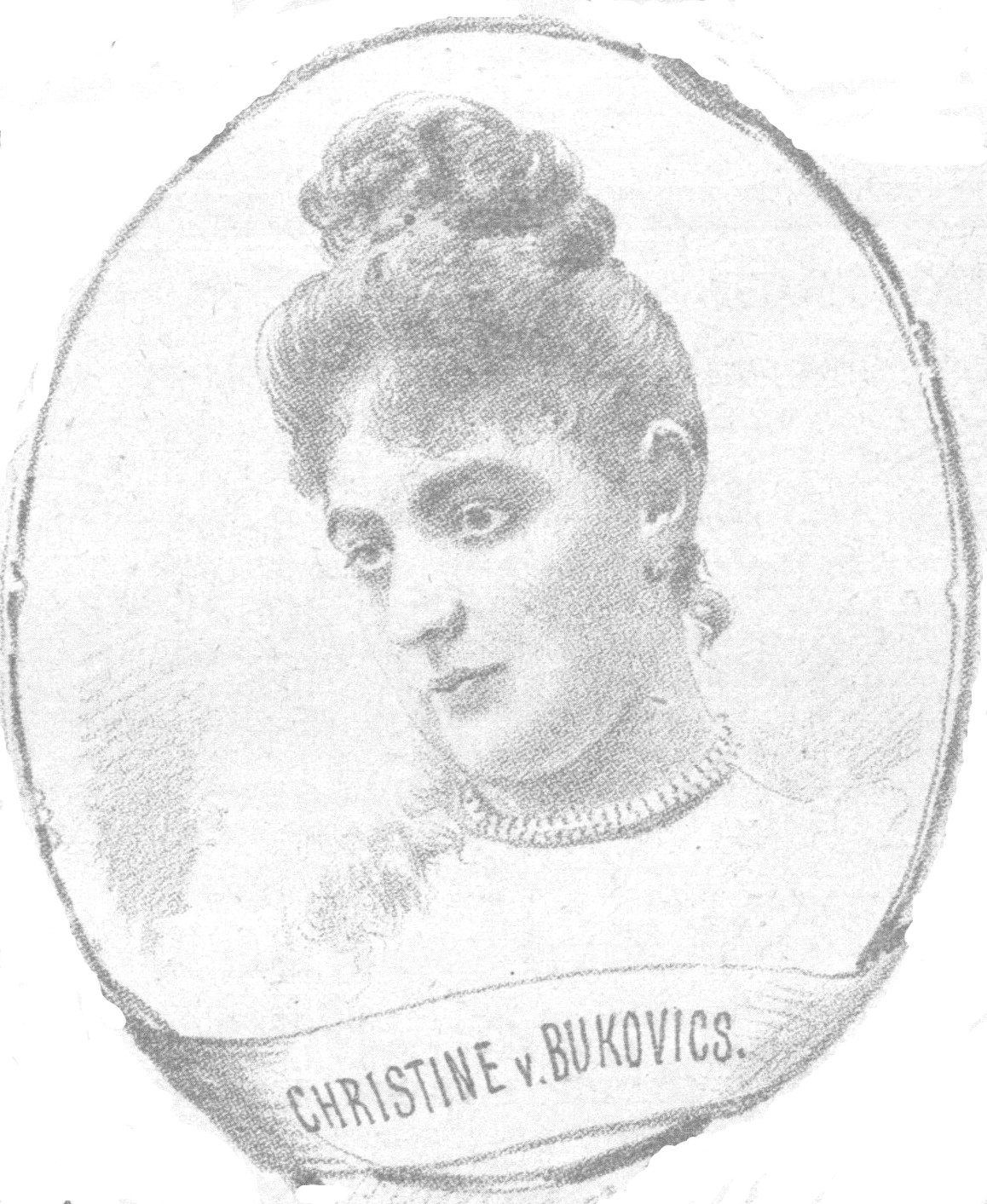
Christine von Bukovics, 1889

Christine von Bukovics von Kiss-Alacska, auch Christine von Bukovics von Kis-Alaska und Christine Geiringer (* Juni 1867 in Bremen; † 24. Juli 1937) war eine österreichische Theaterschauspielerin.

## Leben
Bukovics war Schülerin des Wiener Konservatoriums und ihres Vaters, des Schauspielers Karl von Bukovics und wirkte schon von 1880 bis 1884 am Wiener Stadttheater, wo sie sich als sentimentale Liebhaberin rasch die Sympathien des Publikums erwarb. Danach ging sie nach Budapest an das Deutsche Theater und wurde dort von Bernhard Pollini an das Stadttheater Hamburg berufen. Anschließend wurde sie 1895 als Mitglied des Deutschen Volkstheaters in Wien engagiert. Jedoch nach kaum zweijähriger, künstlerischer Tätigkeit verließ sie die Bühne, um den österreichischen Gesangsmeister und Musikschriftsteller Gustav Geiringer (1856–1946) zu heiraten. Ihr Lebensweg nach 1902 ist unbekannt.
Ihre Schwester Camilla von Bukovics war ebenfalls eine Theaterschauspielerin, genauso wie ihre beiden Töchter Margarete (1892–1970) und Adrienne (1896–1987). Der Schriftsteller, Regisseur und Theaterdirektor Ernst Lothar war ihr Schwiegersohn.